# Atletas Paralímpicos Independentes nos Jogos Paralímpicos de Verão de 2016
O  Time dos Atletas Paralímpicos Independentes competiu nos Jogos Paralímpicos de Verão de 2016 no Rio de Janeiro entre os dias 7 e 18 de setembro de 2016. Foi a primeira vez desde os Jogos Paralímpicos de Verão de 2000 que um time de Atletas individuais competiu nos Jogos. O time foi composto por dois atletas refugiados, um do Irã e outro da Síria.

## Atletas
| Atleta             | País de origem | Esporte   | Evento                  |
| ------------------ | -------------- | --------- | ----------------------- |
| Ibrahim Al Hussein | Síria          | Natação   | 50 e 100m livres (M)    |
| Shahrad Nasajpour  | Irã            | Atletismo | Lançamento de disco (F) |

## Atletismo

### Arremesso de disco
Feminino
| Atleta            | Evento                  | Marca (m) | Pontos | Pos. |
| ----------------- | ----------------------- | --------- | ------ | ---- |
| Shahrad Nasajpour | Lançamento de disco F37 |           |        |      |

## Natação
Masculino
| Atleta             | Evento          | Classificatória | Classificatória | Final | Final |
| Atleta             | Evento          | Tempo           | Pos.            | Tempo | Pos.  |
| ------------------ | --------------- | --------------- | --------------- | ----- | ----- |
| Ibrahim Al Hussein | S10 50 m livre  |                 |                 |       |       |
| Ibrahim Al Hussein | S10 100 m livre |                 |                 |       |       |